# Serra de l'Ave
La serra de l'Ave (o de Dosaigües) és una alineació muntanyenca del País Valencià, entre les comarques de la Vall de Cofrents, la Foia de Bunyol i la Ribera Alta.
Emmarcada en el Sistema Ibèric valencià, en el sector format per la serra de Martés per l'est i el massís del Caroig pel sud, amb el conjunt de relleus al voltant de la Mola de Cortes esdevenint al centre de tot plegat. La serra de l'Ave presenta altures que no superen els 1.000 metres sobre el nivell de la mar, amb el pic de l'Ave (950 m.) com a punt culminant.
Pel nord discorre el riu Magre que replega les aigües de nombrosos barrancs entre els termes de Iàtova, Macastre, Alboraig i Torís.  El terme de Dosaigües ocupa gran part de la superfície de la serra i l'enclotada on s'assenta el nucli d'aquest municipi, és l'element que separa l'Ave de la serra del Cavalló.
La serra de l'Ave s'inclou en diversos conjunts protegits per la Xarxa Natura 2000: en el la ZEPA de Serra de Martés-Mola de Cortes, el LIC i el ZEC de Serres de Martés i Ave.